# Max Haber Neumann
Max Haber Neumann (* 1942 in Asunción; † 13. Oktober 2024) war ein paraguayischer Diplomat, der von Oktober 2013 bis März 2021 Botschafter in Israel war.

## Werdegang
1965 wurde er bei Channel 5 TV – Paulista sowie bei Becker do Brazil – Electronics Industry in San Pablo, beschäftigt. 1966 absolvierte er sein Studium der Elektrotechnik an der Universidad Presbiteriana Mackenzie in San Pablo, Brasilien. 1966 wurde er beim Stromversorgungsunternehmen von San Pablo-Brazil (Light Servicos de Electricidade S.A.) beschäftigt. 1967 wurde er bei der staatlichen Elektrizitätsgesellschaft Administración Nacional de Electricidad (ANDE) beschäftigt. Bei Philips durchlief er eine Fortbildung und spezialisierte sich auf Lichttechnik. Bei Mackenzie San Pablo, Brasilien wurde er im Bereich Außenhandel und Marketing fortgebildet. Von 2001 bis 2013 war er Honorarkonsul des Staates Israel in der Republik Paraguay. Von 1968 bis 1993 war er kaufmännischer Leiter von Philips del Paraguay S.A. Von 1993 bis 1995 war er Berater für „Philips Medical Systems“ in Holland, Eindhoven. Im Mai 2013 wurde er mit präsidentialem Dekret von Horacio Cartes zum Botschafter in Israel ernannt. Ende 2013 eröffnete er in Tel Aviv die Botschaft von Paraguay in Israel. Seit 2001 waren die Paraguayischen Botschafter nächst der italienischen Regierung in Rom bei der Regierung in Jerusalem mitakkreditiert. Er leitete die Botschaft, welche die Regierung von Horacio Cartes von Juni bis September 2018 nach Jerusalem verlegt hatte.
Er sprach Spanisch, Englisch, Portugiesisch, Deutsch und Guaraní.

## Verbandstätigkeit
Von 1988 bis 2013 war er Mitglied und ab 1990 des Präsidenten des Centro de Importadores del Paraguay (Verband paraguayischer Importeure). Von 2003 bis 2013 war er Präsident der Federación de la Producción, la Industria y el Comercio (FEPRINCO), Verband der Produktion, Industrie und Handel von Paraguay. Von 1993 bis 2013 war er Direktor der Cámara Nacional de Comercio y Servicios de Paraguay (Nationale Handels- und Dienstleistungskammer von Paraguay). Er war Mitglied des Consejo Empresarial Asesor de Comercio Exterior (CEACE) Business Advisor Council für Außenhandel beim Außenministerium in Asunción. Er war Mitglied des Consejo Nacional de las Industrias Maquiladoras de Exportación, (CNIME) Beirats des Ministeriums für Industrie und Handel von Paraguay, ehemaliges Mitglied des Foro Consultivo Económico y Social del Mercosur in Paraguay, Von 1995 bis 2013 war er Vizepräsident und Mitglied des Beirats der Asociación Latinoamericana de la Industria Eléctrica y Electrónica (ALAINEE) (Lateinamerikanischer Verband der Elektro- und Elektronikindustrie). Von 1997 bis 2013 war er Präsident der paraguayischen Außenhandelsdelegation zu den Konferenz des Mercosur so wie des Mercosur Cámara de Comercio Exterior.

## Auszeichnungen
- Großkreuz des Verdienstordens der Bundesrepublik Deutschland verliehen von Joachim Gauck überreicht am 8. Februar 2013 durch den Botschafter der Bundesrepublik Deutschland in Paraguay, Claude Robert Ellner[6]